# Episodi di A tutto ritmo (prima stagione)

Logo della prima stagione

La prima stagione della serie televisiva A tutto ritmo è stata trasmessa in prima visione assoluta negli Stati Uniti sul canale a pagamento Disney Channel dal 7 novembre 2010 al 21 agosto 2011.
In Italia la stagione è stata trasmessa in prima visione su Disney Channel dal 27 maggio al 7 ottobre 2011. Dal 2 al 13 settembre 2013 è stata trasmessa in chiaro per la prima volta su Italia 1 e dal 18 giugno 2014 su Rai Gulp.
| nº | Titolo originale    | Titolo italiano       | Prima TV USA     | Prima TV Italia   |
| -- | ------------------- | --------------------- | ---------------- | ----------------- |
| 1  | Start It Up         | Si comincia!          | 7 novembre 2010  | 27 maggio 2011    |
| 2  | Give It Up          | Devo andare veloce    | 21 novembre 2010 | 31 maggio 2011    |
| 3  | Sweek It up         | Rimettiamoci          | 28 novembre 2010 | 1º giugno 2011    |
| 4  | Kick It Up          | Lezione di karate!    | 5 dicembre 2010  | 2 giugno 2011     |
| 5  | Age It Up           | Non ho l'età          | 9 dicembre 2010  | 17 giugno 2011    |
| 6  | Party It Up         | L'ex Manchester       | 12 dicembre 2010 | 3 giugno 2011     |
| 7  | Hook It Up          | Questione di carisma  | 19 dicembre 2010 | 10 giugno 2011    |
| 8  | Match It Up         | Agenzia matrimoniale  | 23 gennaio 2011  | 8 luglio 2011     |
| 9  | Show It Up          | Candy contro Rocky    | 20 febbraio 2011 | 15 luglio 2011    |
| 10 | Heat It Up          | Non scaldiamoci!      | 27 febbraio 2011 | 24 giugno 2011    |
| 11 | Glitz It Up         | Il concorso           | 6 marzo 2011     | 22 luglio 2011    |
| 12 | Hot Mess It Up      | I consigli di Cece    | 20 marzo 2011    | 29 luglio 2011    |
| 13 | Reunion It Up       | Amiche per sempre     | 10 aprile 2011   | 26 agosto 2011    |
| 14 | Sweat It Up         | Sudiamocela           | 1º maggio 2011   | 2 settembre 2011  |
| 15 | Vatalihootsit It Up | Vatalihootsit Day     | 12 giugno 2011   | 9 settembre 2011  |
| 16 | Model It Up         | Rocky Top Model       | 17 giugno 2011   | 16 settembre 2011 |
| 17 | Twist It Up         | Twisteggiamo          | 10 luglio 2011   | 23 settembre 2011 |
| 18 | Break It Up         | I Piani di attenzioni | 24 luglio 2011   | 30 settembre 2011 |
| 19 | Add It up           | Diamo i numeri        | 21 agosto 2011   | 7 ottobre 2011    |

## Si comincia!
- Titolo Originale: Start It Up
- Diretto da: Shelley Jensen
- Scritto da: Chris Thompson
- Canzoni Presenti: All The Way Up (Alana de Fonseca); Our Generation (Sibel Redžep); Watch Me (Margaret Durante); Roll The Dice (Marlene Strand); Scratch (Beach Girl5)
- Guest star: R. Brandon Johnson (Gary Wilde)
- Nota: La "colazione lampo" di Flynn viene messa in una busta. Flynn ce l'ha in mano con la chiusura aperta ma subito dopo si vede che è chiusa.

### Trama
CeCe e Rocky sono due migliori amiche per sempre che hanno in comune la passione per il ballo. Per guadagnarsi i soldi per il cellulare si esibiscono alla stazione ma guadagnano solamente 10 centesimi (per poi rubati). Un giorno a scuola, il loro amico Deuce Martinez gli dà un volantino per fare un provino per diventare ballerine di Shake It Up, Chicago!, il loro programma preferito. Rocky all'inizio ha paura quindi CeCe la spinge sul palco ed appena è lì sopra il panico l'abbandona e comincia a ballare benissimo e viene accettata, ma CeCe in panico non muove un dito e viene scartata. Rocky non vuole fare lo show senza di lei e così si lega a CeCe con delle manette della madre di CeCe e la fa ballare insieme a lei allo show. Il conduttore nota il talento di entrambe e le inserisce nello show!

## Un mostro di polpetta!
- Titolo Originale: Meatball It Up
- Diretto da: Shelley Jensen
- Scritto da: Chris Thompson
- Canzoni Presenti: We Right Here (Drew Ryan Scott)
- Curiosità: Il cellulare di Rocky e CeCe è il Sidekick Lx 2009, un cellulare commercializzato solo in America, Germania e Gran Bretagna.

In questo episodio si rivelano i veri nomi di CeCe e Rocky: Cecelia e Raquel.

### Trama
CeCe e Rocky finalmente hanno accumulato un bel po' di soldi e decidono di aprire il loro primo conto in banca dove ricevono le loro carte di credito che usano per comprare vestiti e borse al centro commerciale. Per scusarsi con Deuce e Ty per non avergli comprato niente li invitano al loro ristorante preferito: l'olive pit in cui scoprono successivamente che la loro carta di credito di Rocky è stata bloccata e non può pagare il conto. Per non deluderli Rocky gli ordina il piatto "attacco di cuore" che deve finire entro un'ora per avere così tutti i pasti gratis. Chiarita la questione con Deuce e Ty l'aiutano a finire il piatto e così poter pagare il conto, ma Cece preferisce di più andarsi a mangiare una pizza e Wade l'accompagna e insieme discutono un po' di loro.
Alla fine allo show Rocky non riesce a ballare perché è troppo piena. Allo show sono ospiti un gruppo che balla il pop e, per ringraziare il balletto che hanno fatto, il presentatore offre la cena ai ballerini: ma il problema è che il cibo viene proprio dal ristorante da cui Rocky aveva mangiato "Attacco di cuore". Rocky scappa e non voleva vedere più "Attacchi di cuore" o cose del genere!

## Tutti svegli!
- Titolo Originale: Give It Up
- Diretto da: Shelley Jensen
- Scritto da: Chris Thompson
- Canzoni Presenti: Watch Me (Margaret Durante); Our Generation (Sibel Redžep)
- Star nominate: Robert Pattinson

### Trama
A Shake it up viene organizzata una maratona di danza con il fine di donare 5000 dollari all'associazione dei vincitori della competizione. Cece e Rocky scelgono una casa di riposo con una donna anziana che non sopporta Rocky e lei vuole fare di tutto perché gli piaccia come balla e come ballerina. In tanto a casa Flynn beve delle bibite le bang pow zoom che lo agitano che però servivano a Cece e Rocky per vincere la competizione. Prima della maratona Deuce chiede alle due amiche di indossare dei vestiti della cugina per fare pubblicità. Durante la competizione Deuce sfida Ty donando cinque dollari per la causa di Cece e Rocky così Ty ne dona venti ma scopre che deve donarli ogni ora fino a quando Rocky e Cece non si sarebbero stancate di ballare e si fossero arrese corre in studio con Flynn per fare addormentare Cece e Rocky, intanto Flynn beve nuovamente la bevanda energetica e si agita nuovamente. Alla fine vincono Rocky e Cece. Intanto Flynn entra e comincia a ballare, dà un calcio a Tinka e alla fine si addormenta anche lui.

## Rimettiamoci!
- Titolo Originale: Add It Up
- Diretto da: Shelley Jensen
- Scritto da: Chris Thompson
- Canzoni Presenti: It's Alive (Nayana Holley)

### Trama
Cece e Rocky hanno finalmente l'opportunità di fare il loro primo numero da soliste. Gary e Cece però si prendono un raffreddore. Cece è rimasta a letto ma per non dover rinunciare all'esibizione, Rocky prende il suo posto ma finisce solo per far andare via gli Highlighters, gli ospiti del programma. Per rimediare al danno, li sostituisce con un gruppo di bambini ballerini. Così mentre Cece è a letto e Wade si prende una gran cura di lei e insieme hanno un rapporto privilegiato alle prese con febbre, medicine ottimi stufati e termometri, Rocky viene sostenuta da Tinka.

## Lezione di karate!
- Titolo Originale: Kick It Up
- Diretto da: Shelley Jensen
- Scritto da: Ron Zimmerman
- Canzoni Presenti: All Electric (Anna Margaret e Nevermind)

### Trama
CeCe e Rocky credono di trascorrere troppo tempo insieme come Gunther e Tinka e così CeCe decide di rimanere lontana da Rocky per un po'. Mentre CeCe cerca disperatamente di trovare nuovi amici, contattando anche la nonna, ma senza successo, Rocky ha già tante nuove amiche. Così, avendo saputo che Rocky frequenta un corso di karate, la raggiunge e si rendono conto di dover tornare a trascorrere il loro tempo insieme. Nel frattempo Flynn iscrive il suo nuovo amico Harry al corso di karate per riuscire finalmente a sconfiggere un ragazzo dopo che un bullo lo aveva messo a tappeto.
- Nota: in questo episodio è assente Ty Blue.

## Non ho l'età
- Titolo Originale: Age It Up
- Diretto da: Shelley Jensen
- Scritto da: Rob Lotterstein
- Canzoni Presenti: Not Too Young (Chris Trousdale e Nevermind)

### Trama
CeCe e Rocky, per il nuovo episodio di Shake It Up, Chicago!, vengono scelte dalla manager di Justin Starr. Arrivate all'appartamento di Justin le ragazze cominciano a fare le prove del balletto, ma Rocky incomincia ad comportarsi da fanatica. Quando le ragazze decidono di andarsene, Rocky rimane per fare una foto con il cappello di Justin, ma CeCe inquadra Justin e la sua manager baciarsi. Le ragazze stupite decidono di mandare la foto alla madre di CeCe ricevendo dei consigli, ma per sbaglio CeCe invia la foto a tutti i ragazzi della scuola. Le ragazze, sentendosi in colpa, decidono di chiedere scusa a Justin, ma lo viene a sapere dal telegiornale. Anziché essere sconvolto il ragazzo è felice perché così può non fingere di mentire: rivela alle ragazze che in realtà lui non ha 16 anni ma bensì 24 e che la manager non è altro che la moglie. Nel frattempo, Ty cerca di aiutare Gunther a diventare alla moda per far colpo su Danielle (una cheerleader) rifiutando però Tinka. Così Gunther, sentendosi in colpa per la sorella, lascia Danielle per restare con Tinka.
- Nota: in questo episodio sono assenti sia Flynn sia Deuce.

## Svignamocela!
- Titolo Originale: Party It Up
- Diretto da: Shelley Jensen
- Scritto da: Jenny Lee
- Canzone Presente: Breakout (Margaret Durante); Roll the Dice (Marlene Strand)

### Trama
CeCe e Rocky, dopo essersi esibite allo show, vengono invitate da Gary ad una festa per vip ma, poiché le loro madri non glielo permettono, decidono di far finta di dormire tutte e due a casa di Cece e, dopo aver affidato Flynn a Ty e Deuce all'insaputa della madre, escono di casa e vanno alla festa. Tuttavia lì scoprono di essere state invitate perfino come cameriere e si mettono nei guai perché viene scattata loro una foto da un giornalista che la pubblicherà in modo che tutta Chicago, comprese le madri di CeCe e Rocky, le vedranno. La madre di CeCe torna a casa prima e scopre l'accaduto, così va alla festa e recupera le ragazze davanti ai liceali ai quali si erano presentati come liceali anche loro. E per punizione Rocky, Ty, Flynn, Deuce e anche Gary Wilde sono costretti a pulire tutta la casa, mentre Cece e Georgia li guardano dato che Georgia capisce che non era colpa della figlia.
- Nota: in questo episodio è assente Gunther Hessenheffer.

## Questione di carisma
- Titolo originale: Hook It Up
- Diretto da: Shelley Jensen
- Scritto da: Chris Thompson
- Canzone Presente: All The Way Up (Alana de Fonseca)

### Trama
CeCe e Rocky sono stanche di fare solo le comparse a Shake It Up, Chicago! e di non avere dei camerini, quindi lo dicono a Gary, ma lui non le accontenta al contrario di Gunther e Tinka che fanno i "leccapiedi" a Gary. Intanto Deuce sta girando un video negli studi di Shake it Up Chicago e involontariamente sente che Gary vuole cacciare le ultime due arrivate dallo Show, così lo dice a Rocky e CeCe, che si spaventano sapendo che le ultime due arrivate sono loro. Per non essere cacciate provano a far capire a Gary che possono essere contente di quello che hanno e che sono brave ballerine, ma non basta e allora decidono di fare il loro ultimo show allo studio come vogliono loro. Ma alla fine della puntata si scopre che c'è stato solo un malinteso, e che Gary voleva cacciare gli ultimi due arrivati che consegnavano cibo e bevande, così Rocky e CeCe spiegano tutto a Gary e restano nello Show.

## A ciascuno... il suo ruolo!
- Titolo originale: Wild It Up
- Diretto da: Joel Zwick
- Scritto da: Chris Thompson
- Canzone Presente: We Right Here (Drew Ryan Scott)

### Trama
Rocky, stanca di essere considerata una Perfettina dai suoi compagni, inizia ad assumere comportamenti da ribelle e a frequentare i "bulletti" della scuola, allontanandosi sempre di più da CeCe. Così, Rocky e i suoi nuovi amici decidono di rivestire di pluriball l'ufficio della vicepreside, ma grazie a CeCe la ragazza si renderà conto che potrebbe venire sospesa, rovinando il suo Record di Presenze che mantiene dalle elementari. Alla fine non viene sospesa, ma nel frattempo torna la dolce Rocky di sempre.
- Nota: in questo episodio sono assenti sia Ty sia Gunther.

## Agenzia matrimoniale
- Titolo originale: Match It Up
- Diretto da: Joel Zwick
- Scritto da: Rob Lotterstein
- Canzone Presente: Bling Bling (Windy Wagner)

### Trama
Deuce viene lasciato da Savannah, la sua ragazza, allora Cece e Rocky decidono di aprire questa agenzia matrimoniale per poter trovare una nuova ragazza per Deuce. La ragazza perfetta è Dina, una ragazza molto carina e molto simile caratterialmente a Deuce. Ma più tardi si scopre che Deuce è tornato con Savannah. Ma Savannah lo sta solo usando, perché adora i soldi e non può rinunciare a Deuce che potrebbe vincere molti soldi in un gioco. Rocky e Cece però travestono Ty e lo convincono a fingersi un miliardario in modo da poter far scoprire Savannah e il piano funziona. Alla fine Deuce si mette con Dina.
- Nota: in questo episodio è assente Gunther Hessenheffer.

## Candy contro Rocky
- Titolo originale: Show It Up
- Diretto da: Joel Zwick
- Scritto da: Eileen Conn
- Coreografia su: We Right Here (Drew Ryan Scott); All The Way Up: strumentale (Alana de Fonseca)

### Trama
Rocky è stanca di essere sempre seconda ad una ragazza che l'intera scuola odia: Candy Cho. Quindi appena scopre che Candy partecipa ad una gara di ballo organizzata dalla scuola si iscrive anche lei insieme a CeCe e Ty per batterla. A fine sfida Rocky non riesce a vincere perché Candy fa un discorso che convince la giuria a far vincere tutti, insicura della sua vittoria e Rocky scopre che il nome sulla busta dei vincitori era quello di Candy.

## Non scaldiamoci!
- Titolo originale: Heat It Up
- Diretto da: Katy Garretson
- Scritto da: John D.Back & Ron Hart
- Canzone Presente: Breakout: strumentale (Margaret Durante)

CeCe, Rocky, Flynn e Ty vogliono organizzare una gita attraverso gli Stati Uniti e a prima vista le madri acconsentono. Ma intanto la caldaia dell'appartamento di Rocky si rompe, allora CeCe la invita insieme a tutta la sua famiglia a stare a casa sua. Quando la madre di Rocky arriva nell'appartamento della famiglia di CeCe, inizia a litigare con Georgia e alla fine se ne vanno e il viaggio viene annullato. Il giorno dopo CeCe e Rocky litigano per quello che è accaduto tra le loro madri. Quando Flynn viene a sapere che il viaggio è stato annullato si arrabbia, ma dopo un lungo discorso riesce a convincere la madre a fare il viaggio, e CeCe e Rocky fanno pace.
- Nota: in questo episodio sono assenti sia Deuce sia Gunther.

## Il concorso
- Titolo originale: Glitz It Up
- Diretto da: Eric Dean Seaton
- Scritto da: Ron Zimmerman
- Coreografia su: All Electric (Anna Margaret e Nevermind)

### Trama
CeCe e Rocky devono insegnare a delle bambine come vincere un concorso di bellezza, ma le bambine sono delle piccole e antipatiche dive, tranne una: Ilean, che ha più un carattere da maschiaccio. Rocky e CeCe decidono di insegnare ad Ilean come vincere, visto che è l'unica che non ce l'ha con loro rispetto a tutte le altre. Alla fine la vincitrice è proprio Ilean, ma anche lei si trasforma e diventa una bambina smorfiosa.
- Nota: in questo episodio sono assenti sia Flynn sia Ty sia Gunther.

## I consigli di CeCe
- Titolo originale: Hot Mess It Up
- Diretto da: Eric Dean Seaton
- Scritto da: John D. Beck & Ron Hart
- Canzone Presente: Breakout (Margaret Durante), I'm Not Too Young (Chris Trousdale e Nevermind), We Right Here (Drew Ryan Scott), Bling Bling (Windy Wagner), It's Alive (Nayana Holley), Roll The Dice (Marlene Strand), Our Generation: strumentale (Sibel Redžep)

### Trama
Cece e Rocky danno consigli sul web, ma sono consigli stupidi, quindi ricevono molte lettere di insulti. Tra quelle lettere ne arrivano 2 che sembrano essere mandate da Gunther e Tinka. Infatti dalle lettere sembrerebbe che Gunther voglia tornare al suo paese e che Tinka ne soffra. Intanto si avvicina il ballo della scuola e CeCe vuole un accompagnatore, quindi lo chiede a Gunther per non farlo tornare a casa. Questi considera CeCe la sua fidanzata, ma la ragazza si vergogna ad uscire con lui, che le fabbrica anche un abito per il ballo. Alla fine si scopre che le lettere erano state mandate dai cugini di Gunther e Tinka (anche loro gemelli) e che si era trattato tutto di un enorme malinteso. In seguito Gunther scopre che era stata CeCe a dare degli stupidi consigli a suo cugino e la lascia. Nel frattempo Ty, Deuce e Flynn cercano di imitare Cece e Rocky dando consigli, però, agli zombie.

## Amiche per sempre
- Titolo originale: Reunion It Up
- Diretto da: Sean McNamara
- Scritto da: Howard J. Morris
- Canzone Presente: Our Generation (Sibel Redžep)
- Guest Stars: Anneliese van der Pol (Ronnie), Meagan Holder (Angie)

### Trama
CeCe e Rocky hanno la possibilità di ballare con Ronnie e Angie, due degli originali ballerini di Shake It Up, Chicago!. Ma quando vedono che Ronnie e Angie non sono più amiche, Cece e Rocky hanno paura che si possano sentire nello stesso modo per tutta la loro vita. Nel frattempo, Deuce uccide accidentalmente il pesce rosso di Flynn e, quindi, i ragazzi decidono di organizzare un funerale adeguato per il pesce.
- Nota: in questo episodio è assente Gunther Hessenheffer.

## Sudiamocela
- Titolo originale: Sweat It Up
- Diretto da: Joel Zwick
- Scritto da: David Tolentino
- Canzone Presente: Just Wanna Dance (Geraldo Sandell e Riky Luna)

### Trama
CeCe finge un infortunio alla gamba al fine di evitare di partecipare alla lezione di ginnastica. Intanto Rocky mente dicendo che lei ha già rimosso l'appendice per evitare il laser tag con i "secchioni". Quando le ragazze vengono scoperte su Shake It Up, Chicago!, l'insegnante di ginnastica di CeCe racconta alla ragazza che dovrà frequentare la scuola estiva, e Rocky non viene accettata dal gruppo sociale dei "secchioni". Tuttavia, quando la madre di CeCe tiene una conferenza privata con l'allenatore e CeCe, entrambi esprimono interesse per l'altro e cominciano ad uscire. CeCe prende questo come il segno che non dovrà partecipare alle lezioni di ginnastica, ma sua madre e il suo insegnante finiranno per rompere troppo presto, e lei è costretta a frequentare le lezioni di ginnastica per essere provata fisicamente. Nel frattempo, Flynn, Deuce, e Ty dovranno prendersi cura del cane di un vicino, ma il cane si rivela difficile da accudire.
Nota: In questo episodio, Cece cita la serie TV di Disney Channel, I maghi di Waverly; questo significa che le due serie non appartengono allo stesso universo, e quindi non si sarebbe mai potuto realizzare un crossover.
- Nota: in questo episodio è assente Gunther Hessenheffer.

## Vatalihootsit Day
- Titolo originale: Vatalihootsit It Up
- Diretto da: Eric Dean Seaton
- Scritto da: Jenny Lee
- Canzone Presente: Dance For Life (Adam Hicks e Drew Seeley)

### Trama
Gunther e Tinka vogliono che CeCe e Rocky vadano a visitare la loro casa e celebrare la Giornata Vatalihoosit con loro. Le cose non vanno molto bene con i genitori quindi le ragazze chiedono aiuto a Ty e a Flynn. Quando il Vatalihoosit finisce, CeCe e Rocky vogliono rimanere, ma Gunther e Tinka li cacciano fuori. Nel frattempo, Ty ha un'audizione per il commercio di un succo e non si sente soddisfatto del suo risultato. Invece a Flynn viene offerta la possibilità di fare uno spot pubblicitario, e anche a lui non piace molto il suo risultato. Inizialmente Flynn si vanta di aver ricevuto la parte per lo spot ma si ritrova a pubblicizzare gli "Actions Pants", pantaloni con pannolino incorporato!
- Nota: in questo episodio è assente Deuce Martinez.

## Rocky Top Model
- Titolo originale: Model It Up
- Diretto da: Eric Dean Seaton
- Scritto da: Jenny Lee
- Canzone Presente: Roll The Dice (Marlene Strand)

### Trama
Rocky e Cece hanno la possibilità di fare carriera come modelle, ma l'unica persona che viene scelta è Rocky. Così lei ha la possibilità di essere una modella per la rivista Glam, ma è a New York. Rocky è titubante, non sa se andare, ma tutti i suoi amici la incoraggiano ad andare dicendo che è una grande occasione per lei. Rocky, però, decide di non andare poiché capisce l'attenzione che le rivolgono i suoi amici. Nel frattempo, Deuce, Flynn, e Ty hanno a che fare con dei lavoretti per Mrs. Locassio perché Deuce e Ty hanno rotto la console per i video-giochi di Flynn e devono guadagnare i soldi per ricomprargliene una nuova.

## Twisteggiamo
- Titolo originale: Twist It Up
- Diretto da: Shelley Jensen
- Scritto da: Eileen Conn
- Canzone Presente: Twist My Hips (Tim James e Nevermind)

### Trama
La signora Garcia vuole fare una grande festa per il compleanno della figlia, ma Dina vuole una semplice e piccola festa, così CeCe e Rocky decidono di organizzare loro la festa di Dina. Tuttavia, organizzano una festa che non piace a Dina, e devono risolvere il problema. Nel frattempo, Flynn ottiene un nuovo robot che distrugge le cose con gli occhi laser, e, quindi, chiede aiuto al suo amico Henry. Deuce cerca di impressionare la signora Garcia, imparando a ballare da Ty. Ma al posto di ballare la parte del maschio nel famoso Tango interpreta la parte della donna facendo brutta figura davanti alla signora Garcia.
- Nota: in questo episodio è assente Gunther Hessenheffer.

## Divertirsi in estate
- Titolo originale: Break It Up
- Diretto da: Shelley Jensen
- Scritto da: Jenny Lee
- Canzone Presente: School's Out (Kyra Cristiaan)

### Trama
È finito l'anno scolastico e CeCe, Rocky, Deuce, Ty, Flynn e la madre di CeCe vanno in vacanza al lago. Arrivati là, i ragazzi rimangono delusi dal fatto che lì non esistono forme di tecnologia e i cellulari non hanno campo e come se non bastasse, scoprono che Gunther e Tinka hanno affittato la casa dietro a fianco alla loro. La sera, i sei ragazzi decidono di giocare a "Obbligo o Verità". Rocky viene convinta dagli altri a scegliere "Obbligo" e CeCe la sfida a tuffarsi in acqua. Rocky si tuffa e si diverte, ma quando esce dal lago, correndo dagli altri, inciampa e si rompe una gamba. In ospedale, Cece, Deuce e Ty sono in pensiero per Rocky e, quando scoprono che Rocky dovrà subire un intervento, CeCe si agita e chiede aiuto a Dio. Dopo l'operazione, CeCe corre da Rocky, cade e così dovrà stare insieme a Rocky con la gamba infasciata ma Wade le controlla con affetto. Nel frattempo, Flynn ha paura del mostro che c'è nel lago e Gunther e Tinka lo traumatizzano con dei pupazzetti.
Nota: L'episodio è andato in Prima TV, su Disney Channel il 25 settembre 2011.

## Diamo i numeri!
- Titolo originale: Throw It Up
- Diretto da: Shelley Jensen
- Scritto da: Jenny Lee
- Canzone Presente: Watch Me (Bella Thorne & Zendaya), School's Out (Kyra Cristiaan), Dance For Life (Adam Hicks e Dreew Seeley), Mashup di canzoni (Vari artisti)

### Trama
La madre di CeCe la rimprovera per aver ricevuto un'insufficienza in algebra e le dice che se non prende un voto più alto sarà fuori dallo show. Deuce allora le cerca un tutor che si rivela poi essere un bambino molto intelligente di nome Henry. Henry fa amicizia con Flynn diventando suo amico. Rocky dice a CeCe di poterle fare lei da tutor allora Henry rivela che in realtà CeCe è dislessica e sarà difficile aiutarla. A quel punto CeCe corre via e Rocky la insegue e alla fine chiariscono decidendo di divertirsi a rivelare i segreti dei loro amici. Alla fine Cece riceve la sua sufficienza alta. Intanto Gunther paga Ty per uscire con Tinka e capisce che in fondo Tinka non è sempre così strana come pensava.
- Guest star: Cameron Boyce (bambino del centro ricreativo)